# 앤드류 발트펠트
앤드류 발트펠트(영어: Andrew Waldfeld, 일본어: アンドリュー・バルトフェルド)는 TV 애니메이션 《기동전사 건담 SEED》 및 《기동전사 건담 SEED DESTINY》에 등장하는 가공의 인물이다. 성우는 오키아유 료타로가 담당하였다.
애인은 아이샤이다.

## 인물
- 인종 : 코디네이터
- 생년월일 : C.E. 41년 7월 20일
- 별자리 : 게자리
- 혈액형 : B형
- 연령 : 30세(SEED) → 32세(SEED DESTINY)
- 신장 : 181cm
- 체중 : 74kg
- 취미 : 커피 블렌드
- 탑승함 : 레셉스 → 이터널

## 같이 보기
- 기동전사 건담 SEED
- 기동전사 건담 SEED DESTINY